# Internationella kvinnospelen 1934

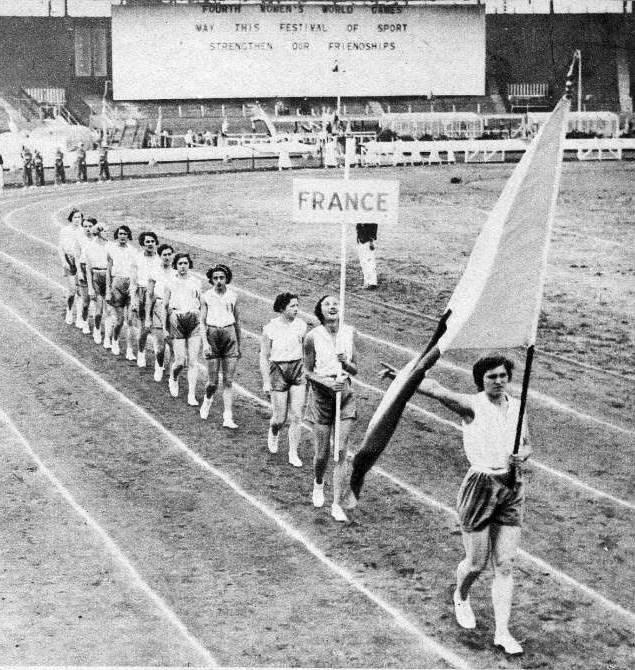
Frankrikes lag

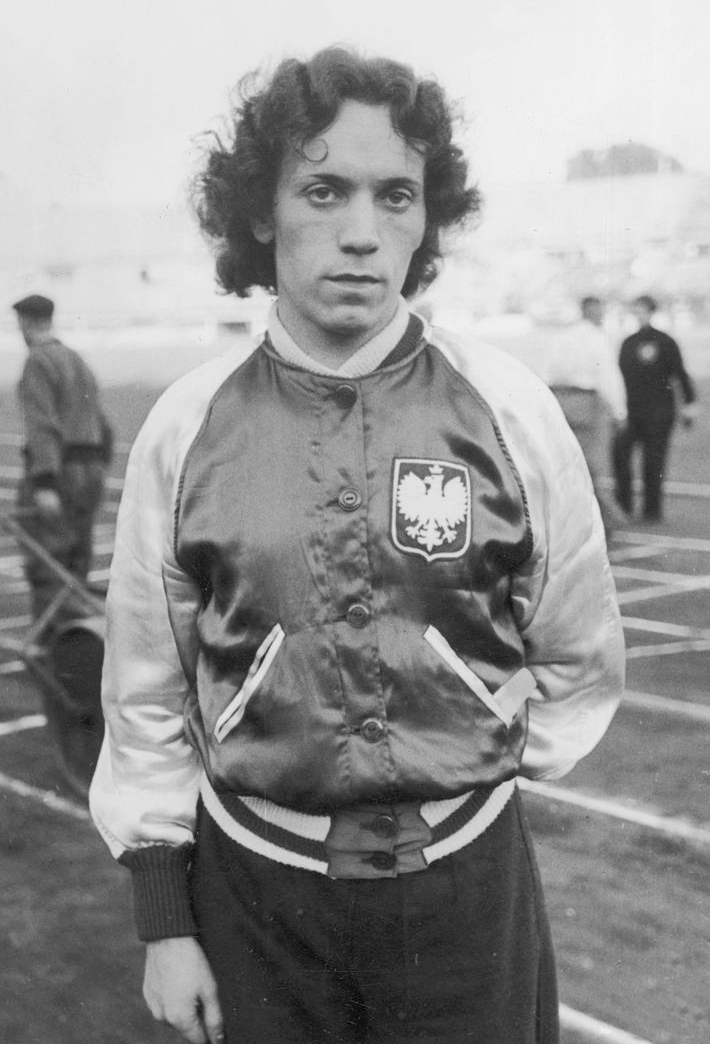
Stanisława Walasiewicz

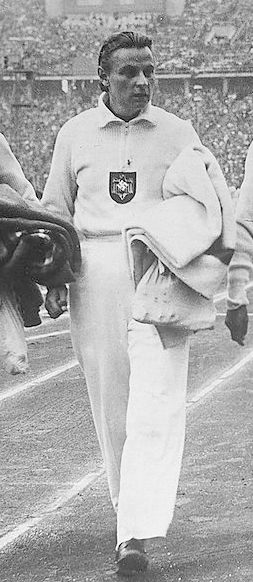
Käthe Krauß

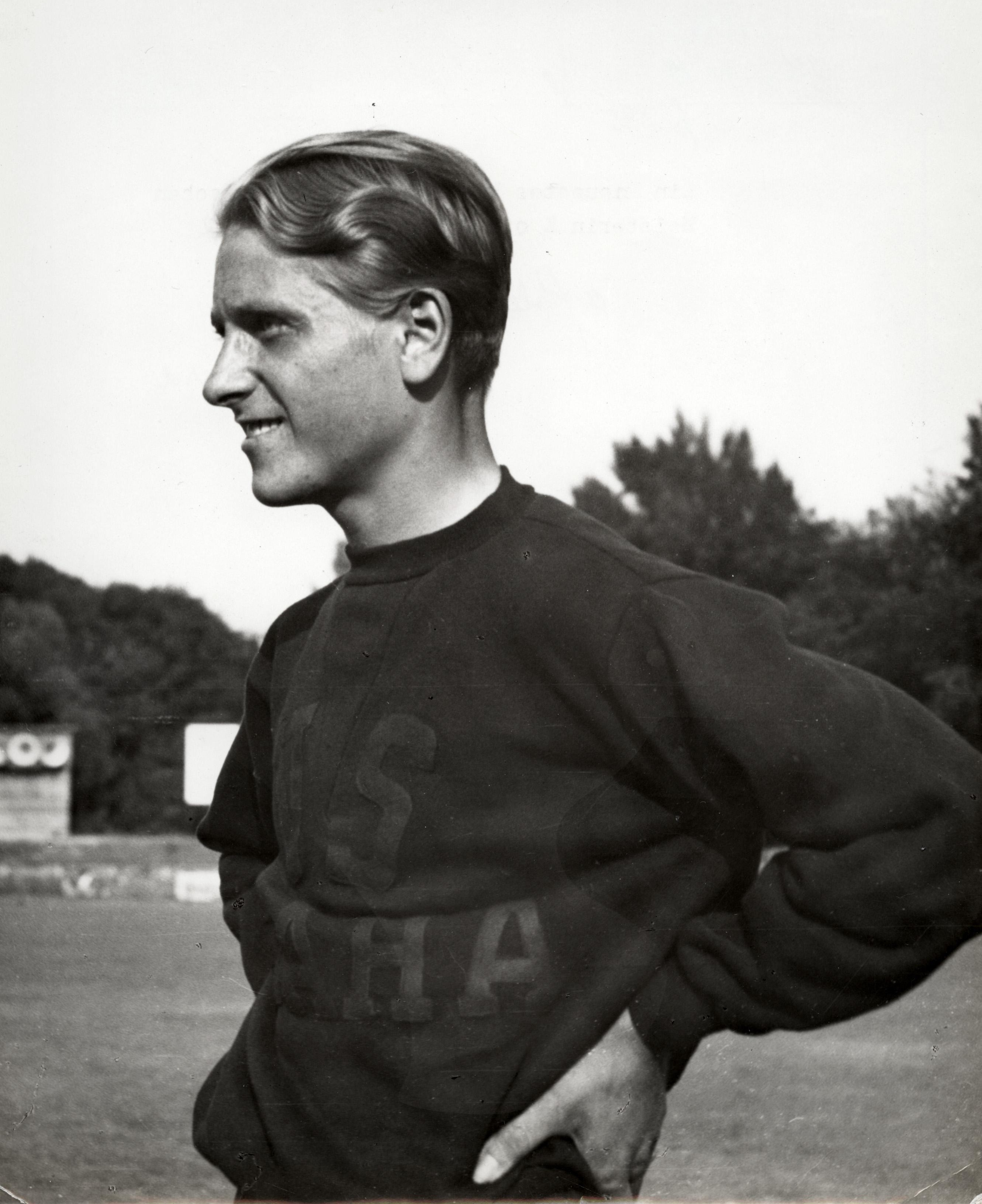
Zdenka Koubkova

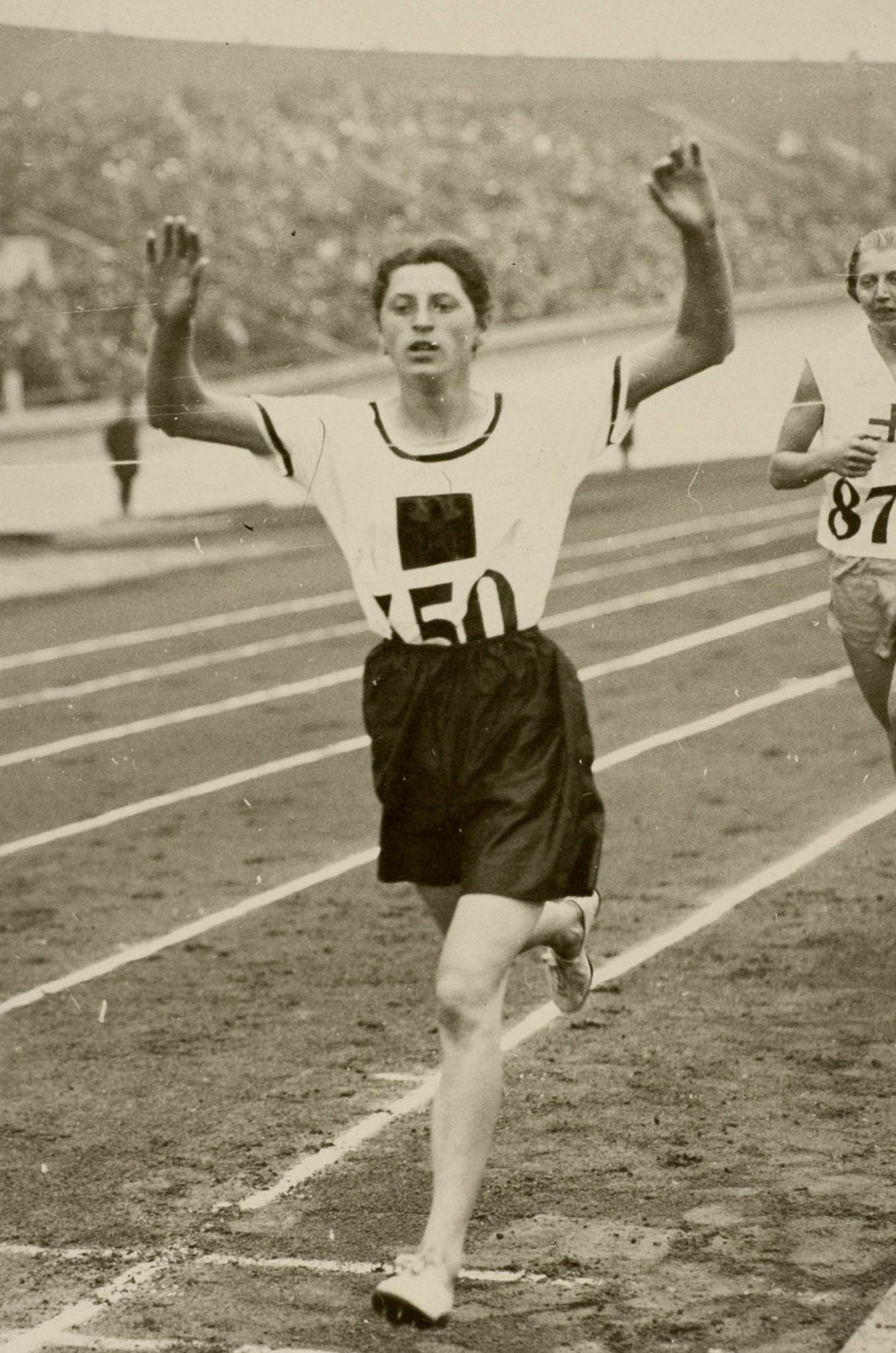
Marie Dollinger

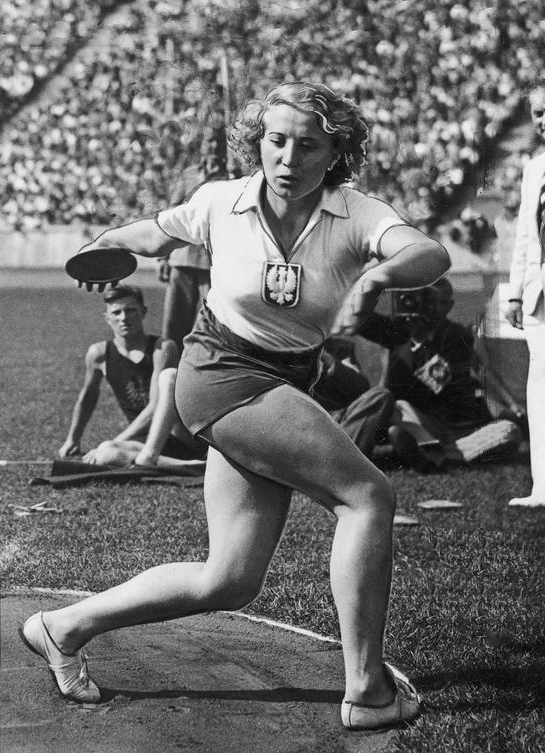
Jadwiga Wajsówna

Internationella kvinnospelen 1934 (engelska: IV. Women’s Olympic Games, franska: 4è Jeux Mondiaux Féminins) var den fjärde ordinarie internationella Damolympiaden, tävlingarna hölls den 9 augusti till 11 augusti 1934 på  White Citystadion i London. Detta blev de sista idrottsspelen för enbart damer, den planerade 5.e turneringen 1938 i Wien ställdes in eftersom IOK tidigare beslöt att nu tillåta damer i friidrott även i OS-sammanhang, istället för kvinnospelen deltog damer 1938 vid EM i friidrott i Wien.

## Tävlingarna
Tävlingen organiserades av Fédération Sportive Féminine Internationale under Alice Milliat och tillkom som en protest mot IOK policy att endast tillåta kvinnor till friidrott i enstaka grenar (höjdhopp, diskus, 100 meter, 800 meter och 4 x 100 meter) vid OS 1928.
Tävlingen samlade cirka 200 deltagare från 19 nationer (däribland även nu upplösta nationer): Belgien, Frankrike, Holland, Italien, Japan, Jugoslavien, Kanada, Lettland, Palestina, Polen, Rhodesien, Storbritannien, Sverige, Sydafrika, Tjeckoslovakien, Tyskland, Ungern, USA och Österrike.
Deltagarna tävlade i 12 grenar: Löpning ( 60 meter,  100 meter,  200 meter,  800 meter,  stafettlöpning  4 x 100 meter och  häcklöpning 80 meter), höjdhopp, längdhopp, diskuskastning, spjutkastning, kulstötning och Femkamp (100 m, höjdhopp, längdhopp, spjut och kula). Turneringen innehöll även uppvisningstävlingar i basketboll, handboll och fotboll.
Spelen öppnades som vanliga Olympiska spelen med en öppningsceremoni och deltagarnas inmarsch, evenemanget samlade cirka 30 000 åskådare och flera världsrekord sattes.
Under spelen hölls den första tävling i femkamp för damer.

## Medaljörer, resultat
Placeringar i respektive gren
| Gren                  | Guld                                                                     | Guld   | Silver                                                               | Silver | Brons                                                                         | Brons  |
| 60 meter              | Stanisława Walasiewicz Polen                                             | 7,6    | Margarete Kuhlmann Tyskland                                          |        | Ethel Johnson Storbritannien                                                  |        |
| 100 meter             | Käthe Krauss Tyskland                                                    | 11,9   | Stanisława Walasiewicz Polen                                         |        | Eileen Hiscock Storbritannien                                                 |        |
| 200 meter             | Käthe Krauss Tyskland                                                    | 24,9   | Stanisława Walasiewicz Polen                                         | 25,0   | Eileen Hiscock Storbritannien                                                 | 25,2   |
| 800 meter             | Zdeňka Koubková Tjeckoslovakien                                          | 2.12,8 | Märtha Wretman Sverige                                               | 2.13,8 | Gladys Lunn Storbritannien                                                    | 2.14,2 |
| Stafett 4 x 100 meter | Tyskland med Käthe Krauß Margarete Kuhlmann Marie Dollinger Selma Grieme | 48,6   | Nederländerna med Cor Aalten Jo Dalmolen Agaath Doorgeest Iet Martin | 50,0   | Österrike med Veronika Kohlbach Johanna Vancura Else Spennader Gerda Gottlieb | 51,2   |
| Häcklöpning 80 meter  | Ruth Engelhard Tyskland                                                  | 11,6   | Betty Taylor Kanada                                                  | 11,7   | Violet Webb Storbritannien                                                    | 12,0   |
| Höjdhopp              | Selma Grieme Tyskland                                                    | 1,55   | Mary Milne Storbritannien                                            | 1,52   | Margaret Bell Kanada                                                          | 1,52   |
| Längdhopp             | Traute Göppner Tyskland                                                  | 5,80   | Hedwig Bauschulte Tyskland                                           | 5,79   | Zdeňka Koubková Tjeckoslovakien                                               | 5,69   |
| Diskus                | Jadwiga Wajs Polen                                                       | 43,79  | Gisela Mauermayer Tyskland                                           | 40,65  | Käthe Krauss Tyskland                                                         | 39,87  |
| Spjutkastning         | Lisa Gelius Tyskland                                                     | 42,43  | Herma Bauma Österrike                                                | 40,30  | Luise Krüger Tyskland                                                         | 40,10  |
| Kulstötning           | Gisela Mauermayer Tyskland                                               | 13,67  | Tilly Fleischer Tyskland                                             | 12,10  | Štepánka Pekárová Tjeckoslovakien                                             | 11,82  |
| Femkamp               | Gisela Mauermayer Tyskland                                               | 377 p  | Grete Busch Tyskland                                                 | 320 p  | Štepánka Pekárová Tjeckoslovakien                                             | 316 p  |

Övriga svenska resultat: Märtha Wretmans tid på 800 meter blev 2:13.8, hon var även svensk mästare på sträckan.
En särskild minnesmedalj präntades till turneringen, tävlingarna avslutades med en gemensam bankett.

## Slutställning
Ländernas slutplacering topp 7
| Placering | Land            | Poäng |
| --------- | --------------- | ----- |
| 1         | Tyskland        | 95    |
| 2         | Polen           | 33    |
| 3         | Storbritannien  | 31    |
| 4         | Kanada          | 22    |
| 5         | Tjeckoslovakien | 18    |
| 6         | Sydafrika       | 14    |
| 7         | Sverige         | 11    |